# Magentaglansrygg
Magentaglansrygg (Aglaeactis castelnaudii) är en fågel i familjen kolibrier.

## Utbredning och systematik
Arten delas in i två underarter:
- A. c. regalis – förekommer i Anderna i centrala Peru (Huánuco, Pasco och Junín)
- A. c. castelnaudii – förekommer i Anderna i södra Peru (Huancavelica, Ayacucho, Apurímac och Cusco)

## Status
IUCN kategoriserar arten som nära hotad.